# 朱锦林
朱锦林（1950年—），浙江杭州人。中国人民解放军中将。
1993年，担任第55师师长。1997年12月，任第21集团军参谋长，1999年7月任副军长。2000年12月，任南疆军区司令员。2007年12月，任新疆军区司令员，2011年7月任兰州军区副司令员。2008年起担任全国人大代表。2013年7月到龄退役。